# قانون دوبلین
قانون دوبلین (به انگلیسی: Dublin Regulation) بیان می‌کند که پناه‌جویان باید در اولین کشور امنی که وارد شدند اعلام پناهندگی نمایند و حق انتخاب کشور دیگر را ندارند. فقط افراد زیر سن قانونی شامل این قانون نمی‌باشند و تنها وقتی در کشورهای دیگری تقاضای پناهندگی داده باشند به آن کشور پس فرستاده می‌شوند. کسی که در یک یا چند کشور اروپایی اثر انگشت داشته باشد در هر کشور که تقاضای پناهندگی کند به اولین کشوری که در آن‌جا اثر انگشت داشته باشد، بازگردانده می‌شود.

## تاریخچه قانون دوبلین
این معاهده در ۱۹۹۷/۰۶/۱۵ بین ۱۲ عضو سابق آن در شهر دوبلین پایتخت کشور ایرلند به تصویب رسید و از اول سپتامبر ۱۹۹۷ به اجرا درآمد.
در راستای تکمیل و بروزرسانی این توافق، قرارداد دیگری در ۲۰۰۳/۰۲/۱۸ به توافق اعضای اتحادیه اروپا رسید که از ۲۰۰۳/۰۳/۰۱ به اجرا گذاشته شد. این قرارداد با نام دوبلین جایگزین قرارداد قبلی گردید.
در تاریخ ۲۰۱۳/۰۷/۱۹ متن جدیدی با برخی تغییرات و اضافات جایگزین قرارداد دوبلین ۲ گردید که از ۲۰۱۴/۰۱/۰۱ لازم‌الاجرا شده و به قانون دوبلین ۳ معروف است.
کشورهای اتریش، بلژیک، بلغارستان، قبرس، جمهوری چک، دانمارک، استونی، فنلاند، فرانسه، آلمان، بریتانیا، یونان، مجارستان، ایرلند، ایتالیا، لتونی، لیتوانی، لوکزامبورگ، مالت، هلند، لهستان، پرتغال، رومانی، اسلواکی، اسلوونی، اسپانیا، سوئد، نروژ، ایسلند و سوئیس عضو پیمان دوبلین می‌باشند. اما کشورهای یونان و بلژیک در ژانویه ۲۰۱۷ به دلیل نقض حقوق بشر با رای کمیسیون حقوق بشر اتحادیه اروپابصورت دائمی از این معاهده کنار گذاشته شده‌اند.

## قانون دوبلین ۲ و تغییرات آن
قانون دوبلین ۲ از زمان اجرا تا به حال یکی از مهم‌ترین چالش‌های حقوقی در دادگاه‌های اروپا و کمیسیون اروپا در خصوص نحوۀ اجرای این قانون بوده‌است. اجرای قانون دوبلین ۲ عملاً باعث شده بود مسائل حقوق بشری در حاشیه قرار گرفته و در پروسه اجرایی کمرنگ و حتی مغایر با آن قرار بگیرد.
از جمله این قوانین که مورد توجه دادگاه‌های اروپا، سازمانها و وکلای پناهندگی بوده موضوع شرایط و استانداردهای کمپ‌های پناهندگی در بعضی از کشورهای اروپایی از جمله یونان، مالت، ایتالیا، اسپانیا، لهستان، مجارستان و چک و سایر کشورهایی بوده‌است که استانداردهای مغایر قوانین اروپا در خصوص شرایط مراکز اسکان پناهجویان دارند. نحوۀ اجرای این پیمان و کمبودهای این قانون باعث نقض حقوق بشر افراد زیادی شده‌است. بیشترین نقدی که بر این قانون وجود دارد در تفسیر موضوع برگرداندن متقاضی به کشور اولیه است که می‌تواند باعث نقض قوانین کلی حقوق بشری اروپا گردد.

## قانون دوبلین ۳ و تغییرات آن
قانون دوبلین ۳ شرایط پذیرش و نحوه رسیدگی به درخواست پناهجویانی که از یک کشور عضو پیمان دوبلین درخواست خود را ارائه کردند اما از کشور دیگری سابقه درخواست یا ویزا داشته‌اند را تعریف می‌کند. این قرارداد مشخص می‌نماید کدام کشور مسئول رسیدگی به درخواست پناهندگی را دارد و درکدام حالت باید پناهنده به کشور دیگر عضو اتحادیه اروپا بازگردانده می‌شود. یک بانک اطلاعاتی به نام EURODAC برای ثبت اثر انگشت متقاضیان پناهندگی نیز وظیفه دارد تا شناسائی متقاضیان پناهندگی که قبلاً در کشور دیگری در اتحادیه اروپا درخواست پناهندگی داده بوده‌اند را تسهیل کند.
در قرارداد دوبلین ۳ سعی بر آن بوده‌است تا مسائل حقوق بشری به ویژه برای کودکان، بیماران و افراد آسیب‌پذیر، خانواده‌ها و عدم جدایی اعضای خانواده از هم بیشتر در نظر گرفته شود. اگر چه بسیاری از سازمانهای مربوط به امور پناهندگی از اجرای این قانون و نحوه آن با توجه به وجود بندهای مشخص قید شده ابراز نگرانی می‌کنند.